# خيسوس مانزانو
خيسوس مانزانو (بالإسبانية: Jesús Manzano)‏ ولد بتاريخ 12 مايو 1978 في سان لورنزو دي ش الإسكوريال، إسبانيا، هو دراج إسباني سابق في صنف سباق الدراجات على الطريق.

## روابط خارجية
- خيسوس مانزانو على موقع أرشيف الدراجات (الإنجليزية)
- خيسوس مانزانو على موقع إحصائيات الدراجات الإحترافية (الإنجليزية)
- خيسوس مانزانو على موقع نسبة الدراجات (الإنجليزية)